# L'Honor-de-Cos
L'Honor-de-Cos is een gemeente in het Franse departement Tarn-et-Garonne (regio Occitanie) en telt 1329 inwoners (1999). De plaats maakt deel uit van het arrondissement Montauban.

## Geografie
De oppervlakte van L'Honor-de-Cos bedraagt 31,7 km², de bevolkingsdichtheid is 41,9 inwoners per km².
De gemeente bestaat uit twee dorpen en drie gehuchten: Léribosc (waar het gemeentehuis staat), Loubéjac en de gehuchten Aussac, Belpech en Saint Pierre d’Angayrac.
De onderstaande kaart toont de ligging van L'Honor-de-Cos met de belangrijkste infrastructuur en aangrenzende gemeenten.

## Demografie
Onderstaande figuur toont het verloop van het inwonertal (bron: INSEE-tellingen).